# Клецький замок
Кле́цький за́мок (Клецькі оборонні укріплення) — це комплекс дерев'яних та земляних укріплень Клецька XI—XVIII століть.

## Опис
Складався із дитинця (Високий замок) та навколишнього міста (Нижній замок). Місце оригінального подвір'я мало форму, близьку до кола, було укріплене валом, з боку поля — ровами. Мав дерев'яну стіну у вигляді складених кліток (звідси і назва міста). Внутрішній двір був побудований, мабуть, у середині XI ст., укріплений у першій половині XIII століття, мав цегляний льох та арсенал зі зброєю.
Навколишнє місто було побудоване у 12-13 століттях. Складається із земляного валу з дерев'яною стіною та ровом, міст пов'язаний із внутрішнім дитинцем. У середині 13 ст. укріплення були зруйновані, y 1503 році спалені кримськими татарами, а потім відбудовані. У першій половині XVII століття особистий двір Радзивіллів розташовувся на території навколишнього міста. Протягом 17-18 ст. всі укріплення зруйнувались.